# Нордлинг, Микко
Микко Нордлинг (фин. Mikko Nordling, 15 апреля 1906—1988) — финский борец греко-римского стиля, многократный чемпион Европы.

## Биография
Родился в 1906 году в Порвоо. Борьбой занялся с 16 лет, его тренером был финский олимпийский чемпион Адольф Линдфорс. В 1927 году стал бронзовым призёром чемпионата Финляндии. В 1930 году стал чемпионом Европы и серебряным призёром чемпионата Финляндии, в 1931 году повторил этот результат. В 1932 году стал чемпионом Финляндии. В 1933 году стал чемпионом Европы и чемпионом Финляндии. В 1934 году стал серебряным призёром чемпионата Европы. В 1935 году стал бронзовым призёром чемпионата Финляндии.